# Geheimes Ratskollegium (Brandenburg-Preußen)
Das Geheime Ratskollegium, Geheimer Staatsrat oder auch Geheimrat wurde 1604 in Kurbrandenburg etabliert. Es löste die bis dahin regierende Kammerregierung ab. Mit der Geheimen-Rats-Ordnung vom 13. Dezember 1604 schuf Kurfürst Joachim Friedrich eine zentrale Behörde, die den Kurfürsten beraten und ihn bei Abwesenheit auch vertreten sollte. Den Vorsitz hatte ein Kanzler, der den Geheimräten das Problem vortrug, woraufhin alle Räte ihre Auffassung darlegten. Das Ergebnis der Sitzung wurde schriftlich festgehalten und dem Kurfürsten vorgelegt.
Die erste Reform erfolgte 1651 unter dem Kurfürsten Friedrich Wilhelm. Von jetzt an entschied der Kurfürst über die Themen, was zur Folge hatte, dass nur noch selten außenpolitische oder kriegspolitische Themen behandelt wurden. Gleichzeitig wurde die Bürokratie vergrößert; es wurden 19 Ressorts (Departements) eingeführt, die von 10 Ratsmitgliedern, d. h. jeweils zwei Ressorts, geführt wurden. 1660 wurde das Generalkriegskommissariat gegründet, 1712 wurden dessen Kompetenzen von der Steuerverwaltung auf die Wirtschaftspolitik erweitert.
1689 wurde die Geheime Hofkammer gegründet, um die nicht-steuerlichen Einkünfte zu verwalten, 1713 übernahm das Generalfinanzdirektorium diese Aufgabe. Im Jahr 1723 reformierte der preußische König Friedrich Wilhelm I. den Rat erneut und beschnitt dessen Kompetenzen weiter. Stattdessen sollte das General-Ober-Finanz-Kriegs- und Domainen-Direktorium die Leitung übernehmen. Für den Geheimrat blieb nur die Kirch- und Schulverwaltung. 1808 wurde der Rat mit der Einführung der Ministerialverfassung in Preußen aufgelöst.
In der Folge war von 1817 bis 1918 der Preußische Staatsrat als Beratungsgremium des Königs tätig.

## Liste Geheimer Staatsräte

### Unter Joachim Friedrich (1605–1608)
- Hieronymus Schlick († 1612)
- Otto Heinrich von Bylandt-Rheydt (1554–1608)
- Johann von Löben (1561–1636)
- Christoph von Waldenfels (1565–1633)
- Hieronymus von Dieskau (1565–1625)
- Christoph Benckendorf (1548–1605)
- Friedrich Pruckmann (1562–1630)
- Joachim Hübner (1565–1614)
- Simon Ulrich Pistoris (1570–1615)

### Unter Johann Sigismund (1608–1619)
- Adam Gans Edler zu Putlitz (um 1562– nach 1621)
- Sigismund von Götzen (1576–1650)
- Wedigo Reimar Gans Edler zu Putlitz (1567–1626)
- Adam von Schwarzenberg (1583–1641)
- Christian von Bellin († 1627)
- Abraham von Dohna (1579–1631)
- Hans Ernst von Schlieben (1586–1620)
- Daniel Matthias (1571–1619)
- Adam Hacke[1]
- Hempo Thomas von dem Knesebeck (1595–1656)

### Unter Georg Wilhelm (1619–1640)
- Samuel von Winterfeld (1581–1643)
- Hempo Levin von dem Knesebeck (1597–1638)
- Matthias Polenius (1579–1631)
- Hans von Wilmersdorff (1579–1636)
- Bastian Striepe (1582–1649)
- Balthasar von Brunn (1593–1643)
- Gerhard Rumelian von Kalkum genannt Leuchtmar (1589–1644)
- Joachim Friedrich von Blumenthal (1607–1657)
- Erasmus Seidel (1594–1655)
- Kurt Bertram von Pfuel (1590–1649)

### Unter Friedrich Wilhelm (1640–1688)
- Hans Georg von Ribbeck (1577–1647)
- Hans Eberhard von Tettau (1585–1653)
- Bernhard von Königseck (1587–1653)
- Fabian von Ostau (1595–1645)
- Ahasverus von Brandt (1580–1654)
- Konrad von Burgsdorff (1595–1652)
- Johann Friedrich von Loeben (1595–1667)
- Christoph von Troschke (1603–1655)
- Otto von Schwerin (1616–1679)
- Johann von Sayn-Wittgenstein und Honstein (1601–1657)
- Thomas von dem Knesebeck (1594–1658)
- Philipp von Horn (1595–1659)
- Johann Moritz von Nassau (1604–1679)
- Johann Portmann (1595–1665)
- Johann Fromhold (1602–1653)
- Ewald von Kleist (1615–1689)
- Otto Christoph von Sparr (1599–1668)
- Johann Tornau (1610–1662)
- Klaus Ernst von Platen (1612–1669)
- Georg Friedrich von Waldeck (1620–1692)
- Raban von Canstein (1617–1680)
- Johann von Hoverbeck (1606–1682)
- Gottfried von Eulenburg (1598–1660)
- Albrecht von Kalnein (1611–1683)
- Daniel Weimann (1621–1661)
- Lorenz Christoph von Somnitz (1612–1678)
- Christoph von Kittlitz (1594–1657)
- Johann von Kospoth (1601–1665)
- Friedrich von Jena (1620–1682)
- Matthias von Wesenbeck (1600–1659)
- Johann Ulrich Dobrzenski von Dobrzeniec (1623–1670)
- Christian Albrecht von Dohna (1621–1677)
- Wolf von Kreytzen (1598–1672)
- Georg von Derfflinger (1606–1695)
- Otto von Grote (1620–1687)
- Georg Otto von Bonin (1613–1670)
- Hans Ludwig von der Groeben (1615–1669)
- Johann Ernst von Wallenrodt (1615–1697)
- Christoph Caspar von Blumenthal (1638–1689)
- Curt Asche von Marenholtz (1619–1674)
- Georg Abraham von Grünberg (1603–1672)
- Christoph von Brandt (1630–1691)
- Johann Köppen (um 1612–1682)
- Ernst Bogislaw von Croÿ (1620–1684)
- Hans Dietrich von Tettau (1620–1687)
- Christoph von Kannenberg (1615–1673)
- Ludwig Christian von Sayn-Wittgenstein und Hohenstein (1629–1683)
- Thomas von dem Knesebeck (1628–1689)
- Abraham von Kreytzen (1624–1674)
- Franz von Meinders (1630–1695)
- Gottfried von Jena (1624–1703)
- Georg Abel von Tettau (1618–1677)
- Bodo von Gladebeck (1620–1681)
- Otto von Schwerin (1645–1705)
- Lorenz Georg von Krockow (1638–1702)
- Melchior Ernst von Creytzen (1627–1692)
- Christoph von Röder (1618–1679)
- Gerhard Ahasverus von Lehndorff (1637–1688)
- Paul von Fuchs (1640–1704)
- Melchior von Canitz († 1685)
- Joachim Ernst von Grumbkow (1637–1690)
- Johann Friedrich von Rhetz (1633–1707)
- Georg Wilhelm von Creytzen (1629–1688)
- Dodo (II.) zu Innhausen und Knyphausen (1641–1698)
- Ezechiel Spanheim (1629–1710)
- Hans Adam von Schöning (1641–1696)
- Wolfgang von Schmettau (1648–1711)
- Georg Friedrich von Creytzen (1639–1710)
- Friedrich von Schomberg (1615–1690)
- Alexander zu Dohna-Schlobitten (1661–1728)
- Friedrich Wilhelm von Proeck (1632–1688)

### Friedrich III. (1688–1713)
- Eberhard von Danckelman (1643–1722)
- Sylvester Jakob von Danckelmann (1640–1695)
- Johann Georg von Anhalt-Dessau (1627–1693)
- Hans Albrecht von Barfus (1635–1704)
- Friedrich von Dönhoff (1639–1696)
- Georg Christoph Finck zu Finckenstein (1632–1697)
- Heino Heinrich von Flemming (1632–1706)
- Daniel Ludolf von Danckelmann (1648–1709)
- Otto Wilhelm von Perbandt (1635–1706)
- Philipp Wilhelm von Brandenburg-Schwedt (1669–1711)
- Eusebius von Brandt (1642–1706)
- Nikolaus Bartholomäus Michael von Danckelmann (1650–1699)
- Johann Dietrich von Hoverbeck (1652–1714)
- Johann Casimir Kolb von Wartenberg (1643–1712)
- Samuel Chwalkowo von Chwalkosky († 1705)
- Christoph Alexander von Rauschke (1652–1725)
- Friedrich Adolph von Haugwitz (1637–1705)
- Otto Magnus von Dönhoff (1665–1717)
- Christoph I. zu Dohna-Schlodien (1665–1733)
- Georg von Berchem (1639–1701)
- Heinrich Rüdiger von Ilgen (1654–1728)
- Alexander Hermann von Wartensleben (1650–1734)
- Marquard Ludwig von Printzen (1675–1725)
- Christian Friedrich von Bartholdi (1663–1714)
- Friedrich von Hamrath (1665–1726)
- Christoph von Wallenrodt (1644–1711)
- Friedrich Wilhelm von Kanitz (1656–1719)
- Ernst von Metternich (1657–1727)
- Adam Otto von Viereck (1634–1718)
- Moritz Wilhelm von Solms-Braunfels (1651–1724)
- Ernst Bogislav von Kameke (1674–1726)
- Johann August Marschall von Bieberstein († 1736)
- Johann Moritz von Blaspiel († 1723)
- Friedrich Wilhelm von Grumbkow (1678–1739)
- Leopold von Anhalt (1676–1747)
- Ludwig von Ostau (1663–1727)

### Unter Friedrich Wilhelm I. (1713–1740)
- Friedrich Ludwig von Holstein-Beck (1653–1728)
- Philipp Karl von Wylich und Lottum (1650–1719)
- Ehrenreich Bogislaus von Creutz (1670–1733)
- Ludwig Otto von Plotho (1663–1731)
- Sigismund von Wallenrodt (1652–1723)
- Kaspar Otto von Massow (1665–1736)
- Friedrich Ernst zu Innhausen und Knyphausen (1678–1731)
- Johann Andreas von Kraut (1661–1723)
- Christoph von Katsch (1665–1729)
- Alexander Friedrich von der Osten (1668–1736)
- Carl Christoph von Schlippenbach (1676–1734)
- Friedrich von Görne (1670–1745)
- Adam Otto von Viereck (1684–1758)
- Gustav von Mardefeld (1664–1729)
- Carl Heinrich Truchsess zu Waldburg (1686–1721)
- Johann Conrad von Strünckede (1670–1742)
- Ludwig Alexander Rölemann von Quadt (1675–1745)
- Johann Heinrich von Fuchs (1664–1727)
- Johann Friedrich von Lesgewang (1681–1760)
- Mathias Christoph von Bredow (1685–1734)
- Samuel von Cocceji (1679–1755)
- Franz Wilhelm von Happe (1687–1760)
- Samuel von Hertefeldt (1664–1730)
- Georg Christoph von Schlieben (1676–1748)
- Albrecht Ernst von Schlieben (1681–1753)
- Adam Heinrich von Treskow (1688–1728)
- Adrian Bernhard von Borcke (1668–1741)
- Gustav Adolf von Gotter (1692–1762)
- Gottfried von und zu Eulenburg (1676–1742)
- Johann Moritz von Viebahn (1684–1739)
- Christoph Martin von Degenfeld-Schonburg (1689–1762)
- Friedrich von Tettau (1664–1748)
- Johann Dietrich von Kunheim (1684–1752)
- Friedrich Heinrich von Seckendorff (1673–1763)
- Philipp Otto von Grumbkow (1684–1752)
- Heinrich von Podewils (1696–1760)
- Friedrich Wilhelm von Borcke (1693–1769)
- Balthasar Konrad von und zum Broich (1675–1745)
- Wilhelm Heinrich von Thulemeier (1683–1740)
- Christian von Brandt (1684–1749)
- Samuel von Marschall (1683–1749)
- Friedrich von Bülow (1698–1738)
- Johann Ernst von Wallenrodt (1695–1766)
- Adam Ludwig von Blumenthal (1691–1760)
- Georg Dietlof von Arnim (1679–1753)
- Friedrich Wilhelm von Rochow (1690–1764)
- August Friedrich von Boden (1682–1762)
- Friedrich Bogislav von Schwerin (1674–1747)

### Unter Friedrich II. (1740–1786)
- Kaspar Wilhelm von Borcke (1704–1747)
- Hans Carl zu Carolath-Beuthen (1688–1763)
- Otto Leopold von Beeß (1690–1761)
- Hempo Ludwig von Pfuel (1690–1770)
- Joachim Andreas von Maltzan-Wartenberg (1707–1786)
- Carl Albert von Reder (1704–1766)
- Ludwig Wilhelm von Münchow (1709–1753)
- Axel von Mardefeld (1691–1748)
- Johann Nepomuk von Schaffgotsch (1713–1775)
- Friedrich Wilhelm von Danckelmann (1682–1746)
- Heinrich Christoph von Katte (1699–1760)
- Otto Christoph von Podewils (1719–1781)
- Ernst Wilhelm von Bredow (1709–1755)
- Carl Gustav von Reder (1691–1779)
- Levin-Friedrich von Bismarck (1703–1774)
- Karl Wilhelm von Finckenstein (1714–1800)
- Carl Ludolph von Danckelmann (1699–1764)
- Wilhelm Ludwig von der Groeben (1690–1760)
- Heinrich IX. Reuß zu Köstritz (1711–1780)
- Ernst Friedrich Finck von Finckenstein (1698–1753)
- Jakob Friedrich von Rohd (1703–1784)
- Ernst Dietrich von Tettau (1716–1766)
- Joachim Ewald von Massow (1697–1769)
- Erich Christoph von Plotho (1707–1788)
- Ernst Wilhelm von Schlabrendorf (1719–1769)
- Philipp Joseph von Jariges (1706–1770)
- Friedrich Wilhelm von Eickstedt-Peterswald (1703–1772)
- Carl Heinrich von Wedel (1712–1782)
- Ewald Friedrich von Herzberg (1725–1795)
- Fabian Abraham von Braxein (1722–1798)
- Maximilian von Fürst und Kupferberg (1717–1790)
- Valentin von Massow (1712–1775)
- Joachim Christian von Blumenthal (1720–1800)
- Ernst Friedemann von Münchhausen (1724–1784)
- Ludwig Philipp vom Hagen (1724–1771)
- Johann Ludwig Duchat von Dorville (1714–1770)
- Julius August Friedrich von der Horst (1721–1791/1793)
- Friedrich Alexander von Korff (1713–1786)
- Johann Georg von der Groeben (1709–1777)
- Johann Heinrich von Carmer (1720–1801)
- Leopold von Schlieben (1723–1788)
- Friedrich Wilhelm von Derschau (1723–1779)
- Heinrich von Churschwandt (1700–1771)
- Karl Georg von Hoym (1739–1807)
- Karl Abraham von Zedlitz (1731–1793)
- Friedrich Wilhelm von der Schulenburg-Kehnert (1742–1815)
- Wolfgang Ferdinand von Dörnberg (1724–1793)
- Johann Georg Heinrich von Werthern (1735–1790)
- Jacob Sigismund Waitz von Eschen (1698–1776)
- Friedrich Christoph von Görne (1734–1817)
- Leopold Otto von Gaudi (1728–1789)
- Gebhard Werner von der Schulenburg (1722–1788)
- Carl von der Osten-Sacken (1726–1794)
- Friedrich Anton von Heinitz (1725/1727–1802)
- Johann Eustach von Schlitz genannt Görtz (1737–1821)
- Friedrich Gottlieb Michaelis (1726–1781)
- Adolph von Danckelmann (1736–1807)
- Dietrich von Werder (1740–1800)
- Friedrich Albert von Schwerin (1717–1789)
- August Wilhelm von Bismarck (1750–1783)
- Karl Friedrich Ludwig Albert Finck von Finckenstein (1743–1803)
- Eberhard von der Recke (1744–1816)
- Melchior Ernst von Knobloch (1732–1788)

### Unter Friedrich Wilhelm II. (1786–1797)
- August Christian Ludwig Karl von Dönhoff (1742–1803)
- Friedrich Wilhelm von Arnim-Boitzenburg (1739–1801)
- Karl Maximilian Ferdinand von Mauschwitz (1730–1792)
- Alexander Friedrich Georg von der Schulenburg-Blumenberg (1745–1790)
- Joachim Karl von Maltzahn (1733–1813)
- Wichard Joachim Heinrich von Möllendorff (1724–1816)
- Friedrich Wilhelm von Rohdich (1719–1796)
- Levin Rudolph von der Schulenburg (1727–1788)
- Joachim Ludwig von Schwartzenau (1713–1787)
- Christoph Albrecht von Ostau (1735–1805)
- Johann Christoph von Woellner (1732–1800)
- Otto von Voß (1755–1823)
- Heinrich Julius von Goldbeck (1733–1818)
- Philipp Karl von Alvensleben (1745–1802)
- Karl August von Hardenberg (1750–1822)
- Carl August von Struensee (1735–1804)
- Christian von Haugwitz (1752–1832)
- Friedrich Wilhelm von Thulemeier (1735–1811)
- Jerome Marquis von Lucchesini (1752–1825)
- Heinrich von Buchholtz (1749–1811)
- Levin von Geusau (1734–1808)
- Friedrich Leopold von Schrötter (1743–1815)
- Heinrich Gottlieb von Kannewurf (1726–1799)
- Julius Ernst von Buggenhagen (1736–1806)

### Friedrich Wilhelm III. (1797–1804)
- Julius Eberhard von Massow (1750–1816)
- Karl Franz von der Goltz (1740–1804)
- Friedrich Wilhelm von Reden (1752–1815)
- Ferdinand von Angern (1757–1828)
- Philipp Georg von Dietherdt (1741–1807)
- Heinrich Friedrich Karl vom und zum Stein (1757–1831)